# Roadrunner Records
Roadrunner Records ist ein seit 1979 existierendes Plattenlabel mit heutigem Hauptsitz in den Vereinigten Staaten, das sich auf Rock und Metal spezialisiert hat. Gegen Ende des Jahres 2006 wurde das Label von Warner Music gekauft. Damit gehört es zu einem der drei Major-Labels.
Roadrunner Records hat im Laufe der Jahre immer wieder Bands unter Vertrag genommen, die wenig später mit als Haupteinfluss für weitere Entwicklungen im Sektor der härteren Gitarrenmusik wie Alternative Rock, Crossover, Stoner Rock oder Metalcore genannt werden. Das Plattenlabel beansprucht für sich, Trends nicht zu folgen, sondern sie vorherzusehen und selbst zu setzen.
Zu den momentan größten und einflussreichsten Bands auf Roadrunner Records gehören Coheed and Cambria, Gojira, In This Moment, Killswitch Engage, Korn, Kvelertak, Stone Sour, Slipknot und Trivium.

## Geschichte
Gegründet wurde Roadrunner Records in Amsterdam Ende des Jahres 1979 vom damals 38-jährigen Cees Wessels, der schon Erfahrungen bei anderen Musiklabels gemacht hatte.
Wessels kaufte ab 1980 Lizenzen zum Vertrieb von Veröffentlichungen US-amerikanischer Bands in den Beneluxländern. Den Anfang machte ein Best-of-Album des Songwriters Jim Croce, es folgten bald erste Platten aus den von Wessels selbst bevorzugten musikalischen Sektoren wie zum Beispiel Punk/Hardcore Punk mit The Exploited.
In den folgenden Monaten baute Wessels beständig sein Import-Vertriebsnetz aus, bis er als Ansprechpartner Nummer eins für nichteuropäische Labels wie die in den 1980ern führenden Metal Blade oder Attic galt. Unter anderem wurden so in Europa Bands wie Twisted Sister oder Anthrax von Roadrunner Records repräsentiert.
Da der meiste finanzielle Gewinn jedoch direkt bei den Plattenfirmen in den USA blieb, entschloss sich Wessels dazu, selbst Musikgruppen unter Vertrag zu nehmen. Nach einem Tipp des unter dem Namen Metal Mike über die Landesgrenzen hinaus bekannten Mike van Rijswjik wurden 1982 die Dänen Mercyful Fate als erste eigene Band mit großem Erfolg auf den Musikmarkt gebracht. Schon bald stellte sich das Problem, dass nun Roadrunner Records selbst einen Vertrieb für den US-amerikanischen Markt brauchten. Nach einer kurzen Kooperation mit Megaforce Records (u. a. Metallica) ging Wessels jedoch das Vorhaben an, ein eigenes Büro in den USA zu eröffnen, das aufgrund der gleichnamigen Comicfigur Roadrunner zu Beginn noch unter dem Banner Roadracer Records firmierte.
Ab 1983 machten Wessels und Metal Mike eine Vielzahl sehr erfolgreicher Lizenzierungen mit u. a. Agent Steel, S.O.D., Venom, Voivod und Whiplash. Ein erstes Büro in New York, kurz darauf auch in Köln, London und Paris waren die Folge, die Mitarbeiterzahlen bewegten sich schon im zweistelligen Bereich.
Im Jahr 1985 wurde das Album Wildcat – Love Attack produziert und veröffentlicht.
Im Dezember 1987 wurde mit dem ehemaligen Moderator eines Collegeradios DJ Mr. Death Monte Conner ein A&R-Manager eingestellt, der als eingefleischter Speed-/Thrash-/Death-Metal-Fan die Tätigkeiten Roadrunner Records im Folgenden stark beeinflussen sollte. So waren direkt seine ersten Erfolge Bands wie Sepultura, Deicide, Obituary, Annihilator oder Suffocation, die allesamt gehörige Aufmerksamkeit seitens Presse und Musikfans erhielten.
Als um 1990 herum Death Metal auf seinem kommerziellen Höhepunkt angekommen war, suchte Roadrunner Records nach neuen Entwicklungen und brachte in den nächsten fünf Jahren die Debütalben so unterschiedlicher Bands wie Fear Factory, Machine Head, Life of Agony oder Dog Eat Dog auf den Markt, die allesamt kommerziell extrem erfolgreich waren und ganze Subgenres mitkreierten. Auch die New-York-Hardcore-Band Madball veröffentlichte ihr Debütalbum 1994 auf Roadrunner Records. 1995 erhielt das Plattenlabel für Bloody Kisses von Type O Negative erstmals eine Gold-Auszeichnung, 2000 erreichte die Scheibe sogar Platin. Die nächste ähnlich erfolgreiche Veröffentlichung von Roadrunner Records war Roots von Sepultura, das 1996 erschien.
Für weltweiten „Aufruhr“ sorgte 1999 das gleichnamige Roadrunner-Records-Debüt von Slipknot, das in England schon nach drei Monaten mit Platin ausgezeichnet werden konnte. Aus zwischenzeitlich vertriebenen Alben genrefremder Vertreter wie Moloko, Human League oder Sinéad O’Connor versuchte Roadrunner Records Rücklagen für die Verpflichtung unbekannter Newcomerbands zu bilden.
Mit der Anstellung von Mike Gitter als A&R-Manager begann danach eine der bislang tiefgreifendsten Veränderungen im Bandprogramm Roadrunner Records’. Der neue Mann zeichnete verantwortlich für Vertragsunterzeichnungen mit beispielsweise Glassjaw, Ill Niño und Nickelback, die sich großteils durch eine gewisse Eingängigkeit und teils unterschwellige Melodiebetontheit auszeichnen. Auch die Swingpunk-Band Big Rude Jake grenzte sich deutlich vom Stil der meisten Roadrunner-Bands ab. Bedingt durch diverse Bandauflösungen aus den Anfangsjahren kamen ständig weitere neue Bands zu Roadrunner Records.
Mit den seit der Jahrtausendwende vollzogenen Neuverpflichtungen von Chimaira, DevilDriver, Hatebreed oder Killswitch Engage leistete Roadrunner Records einen bedeutenden Beitrag zum aktuell herrschenden Metalcore-Hype. Darüber hinaus wurden aber auch weiterhin Alternative-Bands wie Sinch veröffentlicht.
Im Jahr 2002 startete man erstmals die mittlerweile jährlich stattfindende Roadrunner-Roadrage-Tour. Dabei spielen jeweils drei neuere Bands unter gleichen Bedingungen in den USA und quer durch Europa mehrere Shows, eine ebenso betitelte DVD verschafft einen Überblick über die jeweils aktuellen Musikvideos der Roadrunner-Bands.
Anlässlich des 25-jährigen Bestehens von Roadrunner Records erschien im Oktober 2005 nach über einjähriger Planungs- und Aufnahmephase unter dem Titel Roadrunner United: The All-Star Sessions ein CD/DVD-Paket, das 18 neue Songs präsentiert, welche von insgesamt 56 verschiedenen Musikern aus 42 Bands, die einmal bei Roadrunner Records unter Vertrag standen oder noch stehen, eingespielt wurden.
Monte Conner sieht die Zukunft des Labels mit Bands wie den noch sehr jungen Trivium weiterhin gesichert, abgeschlossene Kooperationsverträge wie mit dem in den USA sehr angesehenen Label für Hardcore-/Emocore-Bands Trustkill Records sollen die Position von Roadrunner Records weiter stärken.
Stone Sour, die Band um die Slipknot-Mitglieder Corey Taylor und James Root, sind ebenso ein Garant für hohe Verkaufszahlen. So ging das Album Come What(ever) May bis Ende 2006 alleine in den USA mehr als 500.000-mal über den Ladentisch.
Im April 2012 wurden die Niederlassungen von Roadrunner in Deutschland, Australien, Kanada und dem Vereinigten Königreich geschlossen. Firmengründer Cees Wessels verließ das Unternehmen, etwa 36 Mitarbeiter wurden entlassen. Monte Conner trennte sich ebenfalls von Roadrunner und nahm eine Zusammenarbeit mit Nuclear Blast in den USA auf. Seitdem haben mehrere der großen Acts das Label verlassen (u. a. Alter Bridge, Dream Theater und Opeth).

## Bands

### Aktuelle Bands
- Angel Du$t
- Code Orange
- Coheed and Cambria
- Corey Taylor
- Creeper
- Dana Dentata
- Deafheaven
- Dinosaur Pile-Up (Parlophone/Roadrunner)
- Fever 333
- Gojira
- Higher Power[6]
- In This Moment
- Joyous Wolf
- Korn
- Marmozets
- Mess of Wires
- Motionless in White
- Salem
- Stone Sour
- Slash
- Theory of a Deadman[7]
- Trivium
- Turnstile
- Unto Others

### Ehemalige Bands
- 3 Inches of Blood
- 8 Foot Sativa (Neuseeland)
- 36 Crazyfists (ohne USA)
- A Skylit Drive (ohne Fearless)
- Adaje
- The Agony Scene
- Airbourne
- Alesana (einschließlich Fearless)
- Alexisonfire
- Alter Bridge
- Amanda Palmer
- Amen
- The Amity Affliction
- Annihilator
- Anti-Mortem
- Anyone
- Artillery
- At the Skylines
- Atreyu (ohne USA)
- Atrocity
- Avenged Sevenfold (EU)
- Atrophy
- Baby Fox
- Bad Seed Rising
- Believer
- Ben Smith And The Associates (USA)
- Berri Txarrak (Spanien)
- Biffy Clyro (USA und Japan)
- Big Rude Jake
- Biohazard
- Black Label Society
- Black Stone Cherry
- Behind Crimson Eyes
- Betzefer
- Baptized in Blood
- Billy Talent (USA)
- Black Train Jack
- Bleeker Ridge
- Brigade (Japan)
- Brujeria
- Buzzoven
- Caliban
- Carnivore
- Cavalera Conspiracy
- Channel Zero
- Chimaira
- CKY
- Close to Me
- Clovve
- Coal Chamber
- Collective Soul (durch Loud & Proud)
- Convent of Mercy (Australien)
- Corrosion of Conformity
- The Creetins
- Cradle of Filth
- Crease (Band)
- Crimson Glory
- The Cult
- Cyclone
- Cynic
- Dååth
- De La Tierra
- De Novo Dahl
- Death
- Defiance
- Deicide
- Delain
- Delight (Polen)
- Depeche Mode (Brasilien)
- Détente
- DevilDriver
- The Devil Wears Prada
- Direwolve
- Disincarnate
- Divine Heresy (ohne USA)
- Dog Eat Dog
- DoubleDrive
- Doug Stanhope
- Dommin
- Downer
- Downthesun
- Down
- Dragonforce
- Dream Theater
- Dresden Dolls
- Drugstore
- Dry Ivory
- Dry Kill Logic
- Electric Eel Shock (Japan)
- Empress AD
- Eric Stadler
- Exhorder
- Faktion
- FC Five (Japan)
- Fear Factory
- Fiction Plane
- Fish (Dick Bros./Roadrunner)
- Five Pointe O
- Floodgate
- Front Line Assembly
- Funeral for a Friend (ohne USA und UK)
- Garrett Lewis
- Garrett „Baby Hands“ Metts
- Glassjaw
- Gorguts
- Grand Magus
- Gruntruck
- Guardian
- Hail the Villain (US)
- Hamlet (Spanien)
- Harlot
- Hatebreed (2006)
- Heartist
- Heathen
- Heaven and Hell (außerhalb USAs, Kanadas und Japans)
- Hopesfall (ohne Nordamerika)
- Horse the Band (Australien und Japan)
- Ill Niño
- Immolation
- Inglorious (USA und UK)
- Jerry Cantrell
- Jonas Goldbaum (nur Deutschland)
- Junkie XL
- Karma to Burn
- The Karelia
- Kenny Wayne Shepherd (durch Loud & Proud)
- Khoma
- Kids in Glass Houses
- Killswitch Engage
- King 810
- King Diamond
- Krypteria
- Lamb of God (ohne USA und Kanada)
- Last Crack
- Lenny Kravitz (durch Loud & Proud)
- Liege Lord
- Life of Agony
- Lucidream
- Lynyrd Skynyrd (durch Loud & Proud)
- Machine Head
- Madball
- Madina Lake
- Make Them Suffer
- Malevolent Creation
- Mastodon (ohne USA)
- Megadeth
- Mercyful Fate
- The Misfits
- The Moon Seven Times
- Murderdolls
- Mutiny Within
- Non-Intentional Lifeform
- Nailbomb
- New York Dolls
- Nickelback (ohne Kanada)
- Negative (Europa)
- Nights Like These
- Nightwish (USA)
- Obituary
- Opeth
- Optimum Wound Profile
- Out
- Outlaws
- Pain (Nordische Gebiete und Europa)
- Painting over Picasso
- Paradox
- The Parlor Mob
- Patmos
- Pestilence
- Pe'z
- Periphery
- Porcupine Tree
- Port Amoral
- Possessed (Europa)
- Powersurge
- Pro-Pain
- Queensrÿche (Loud & Proud)
- Realm
- Ratt (Loud & Proud)
- Ratos de Porão
- The Red Shore (Australien)
- Red Tape
- Requiem (UK)
- Revoker
- Rob Zombie
- Royal Republic
- Royseven
- Rush (außerhalb Kanadas)
- Sacrifice (Europa)
- Sammy Hagar (durch Loud & Proud)
- Sanctity
- Satan
- Satyricon
- Scar the Martyr
- Sepultura
- Seven Shades
- Skin Chamber
- The Sheila Divine
- Sinch
- Slipknot
- Shelter
- Shihad
- Shinedown
- Sons of Sadism
- Soulfly
- Soziedad Alkoholika (Spanien)
- Sparks
- Spineshank
- Spoil Engine
- Staind
- Steadlür
- The Step Kings
- Stereoside
- Steve Miller Band (durch Loud & Proud)
- Still Remains
- The Stranglers (Deutschland)
- Storm Corrosion
- Streem (Floodmark)
- Suffocation
- Taking Dawn
- Thor
- Thornley
- Throwdown (ohne USA)
- Toxik
- Twice the Sun
- Type O Negative
- VIMIC
- Vision of Disorder
- Vicious Rumors
- Waltari
- Wednesday 13
- Westworld
- We Are Harlot
- The White Room (Australien)
- Willard
- Wild Throne
- The Winery Dogs (durch Loud & Proud; USA)
- Within Temptation
- The Wombats (USA)
- The Workhorse Movement
- Xentrix
- Young the Giant

## Kontroversen
Roadrunner Records geriet mehrmals bei Fans in die Kritik, weil immer wieder nach mehreren Wochen neue Versionen von Alben mit unveröffentlichtem Songmaterial, einem neuen Artwork oder mit einer zusätzlichen DVD auf den Markt gebracht wurden. Fans, die sich gleich zum Veröffentlichungstermin ein Album ohne Bonusmaterial gekauft hatten, fühlten sich ungerecht behandelt. Das prominenteste Beispiel hierfür ist das Album Roots von Sepultura, das wenige Monate nach dem großen Erfolg der Platte und einem Charteinstieg auf Platz vier der deutschen Charts unter dem Namen The Roots of Sepultura mit Bonusmaterial neu aufgelegt wurde.
Für eine Kontroverse sorgte auch der Umstand, dass das Label das Coverartwork, das Sepultura für ihr viertes Album Beneath the Remains vorgesehen hatten, austauschte, um es für das Obituary-Album Cause of Death zu verwenden.
Zu einigem Missmut führte auch die Tatsache, wie sich Roadrunner Records nach der zwischenzeitlichen Auflösung Fear Factorys darum bemühte, noch weiteren Gewinn mit teilweise als überflüssig erachtetem Material zu machen. So veröffentlichte man 2002 mit Concrete erst ein altes Demoalbum, das ursprünglich als zu schlecht abgelehnt worden war, ein Jahr später erschien mit Hatefiles eine Sammlung von B-Seiten, Instrumentals und Remixes.
Im Rahmen der Nu-Metal-Welle nahm Roadrunner Records wie auch andere Plattenlabels während der späten 1990er eine Vielzahl mehrheitlich als zweitklassig angesehener Bands unter Vertrag, weil sie kommerziell trotzdem Erfolg versprachen. Dies führte so weit, dass sich angesehenere Bands wie beispielsweise 36 Crazyfists öffentlich über das Geschäftsgebaren ihrer Plattenfirma beschwerten: Sie bekämen kaum noch Unterstützung, nur das schnelle Geld sei den Verantwortlichen noch wichtig.